# Paragem de Caridade
A Paragem de Caridade foi uma plataforma ferroviária do Ramal de Reguengos, que servia a aldeia de Caridade, no Município de Reguengos de Monsaraz, em Portugal.

## História
O Ramal de Reguengos foi inaugurado pelos Caminhos de Ferro do Estado no dia 6 de Abril de 1927. Os Caminhos de Ferro do Estado foram integrados na Companhia dos Caminhos de Ferro Portugueses em 11 de Maio desse ano.
Um despacho da Direcção Geral de Caminhos de Ferro, publicado no Diário do Governo n.º 74, III Série, de 31 de Março de 1951, aprovou um projecto da Companhia dos Caminhos de Ferro para aditamento aos quadros de distâncias quilométricas de aplicação nas linhas do Sul e Sueste, para atribuição de distâncias próprias aos apeadeiros de Balancho e Caridade.